# Duane Ferrell
Duane Ferrell (Baltimora, 28 febbraio 1965) è un ex cestista statunitense, professionista nella NBA.

## Palmarès
- McDonald's All-American Game (1984)
- CBA Newcomer of the Year (1990)
- All-CBA Second Team (1990)